# K.E.S.
K.E.S.（ケー・イー・エス）は、プロレスラーのランス・アーチャーとデイビーボーイ・スミスJr.のタッグチーム。タッグ名は「Killer Elite Squad（キラー・エリート・スクワド）」の略称から。

## 概要
2012年9月、新日本プロレスの侵略を目論む鈴木みのるをボスに置く鈴木軍にデイビーボーイ・スミスJr. が加入、同ユニットに所属していたランス・アーチャーとタッグを結成し、K.E.S.と命名した。
10月8日、KING OF PRO-WRESTLINGにてテンコジ（天山広吉、小島聡）が保持するIWGPタッグ王座に初挑戦、キラーボムでスミスが小島からピンフォールを奪い同王座に戴冠した。また、鈴木軍としては初となるベルトの奪取となった。その後、11月11日のPOWER STRUGGLEでリマッチを申し込んできたテンコジの挑戦を退け12月のWORLD TAG LEAGUEに出場、決勝までコマを進めるも後藤洋央紀&カール・アンダーソン組に敗れ準優勝となった。
2013年4月20日、NWAヒューストンのイベントであるParade of Championsに参戦しNWA世界タッグ王座を保持するキングス・オブ・ザ・アンダーグラウンド（スコット・サマーズ & ライアン・ジェネシス組）とIWGPタッグ王座とNWA世界タッグ王座を懸けたダブルタイトルマッチにて勝利を収めてIWGP王座防衛及び第73代NWA世界タッグ王者に輝き、二冠王者となった。
2015年1月より鈴木軍のメンバーとしてプロレスリング・ノアに参戦を開始し、2月11日にGHCタッグ王座を奪取し2016年5月までに10回連続防衛を達成（同王座最多防衛記録更新）したが5月28日、丸藤正道、矢野通組に敗れ王座から陥落した。
11月23日、丸藤&矢野組に勝利してGHCタッグ王座に再び返り咲くも12月3日、潮崎豪&マイバッハ谷口組に敗れ王座から陥落した。
2017年1月5日、鈴木軍のメンバーとして新日本プロレスに再度参戦。参戦直後にアーチャーが腰を負傷して半年の長期離脱をするも、9月のDESTRACSIONシリーズから復帰した。
9月24日のDESTRACSION in KOBEにてウォーマシーン、ゲリラズ・オブ・ディスティニーとの3WAYマッチにてレイモンド・ロウからキラーボムで勝利し、第78代IWGPタッグ王者に輝いた。
2019年6月15日、スミス・ジュニアが新日本プロレスとの契約を解除した事によりK.E.S.の活動は終了した。

## タイトル歴
新日本プロレス
- IWGPタッグ王座（第61、63、78代）

NWA
- NWA世界タッグ王座（第73代）

プロレスリング・ノア
- GHCタッグ王座（第33、35代）

## 合体技

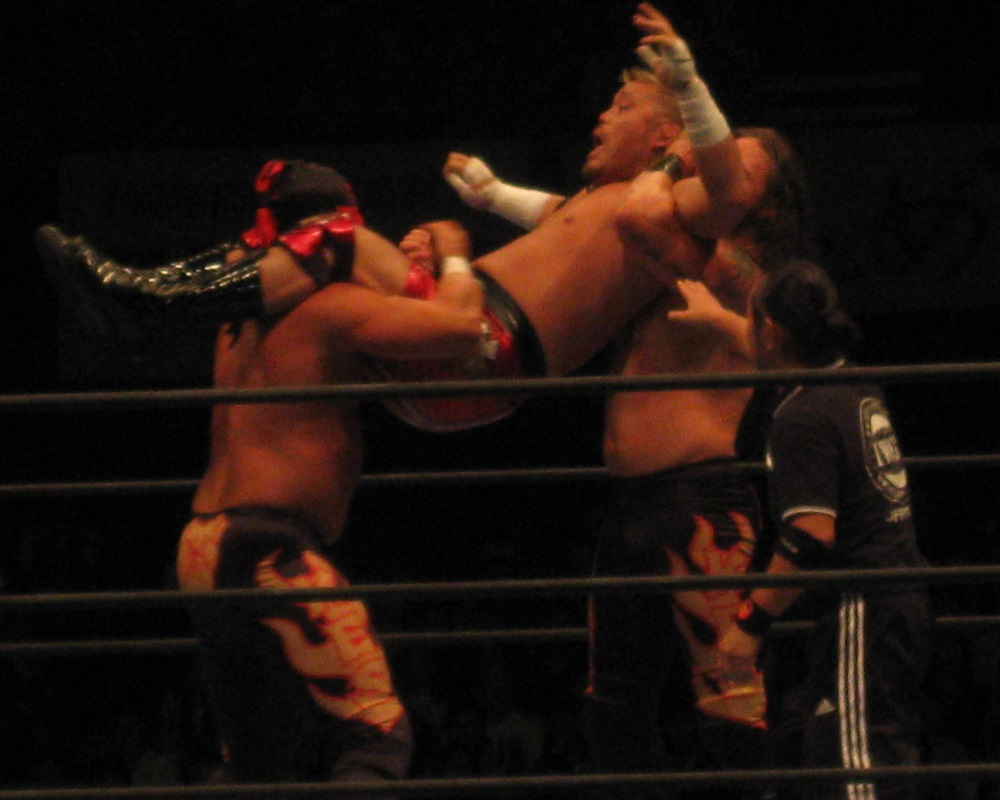
フィニッシュ・ホールドのキラーボムを天山広吉に仕掛けるK.E.S.。

キラーボム
アーチャーがフルネルソンに捕えた相手を持ち上げ、スミスをパワーボムの形で抱え込み、呼吸を合わせるように同時に尻餅をつきながら相手をマットに叩き付ける荒技。
同タッグではフィニッシュ・ホールドとして用いられている。